# Kiriakoffalia paleacea
Kiriakoffalia paleacea là một loài bướm đêm thuộc phân họ Arctiinae, họ Erebidae.